# Glycifohia
A Glycifohia a madarak osztályának verébalakúak (Passeriformes) rendjébe és a mézevőfélék (Meliphagidae) családjába tartozó nem.
Besorolásuk vitatott, egyes rendszerezők, még mindig a régi helyére a Phylidonyris nembe helyezik ezt a két fajt is.

## Rendszerezés
A nembe az alábbi 2 faj tartozik:
- karvalymézevő (Glycifohia undulata vagy Phylidonyris undulata más néven Phylidonyris undulatus).
- fehérhasú mézevő (Glycifohia notabilis vagy Phylidonyris notabilis)